# 호박

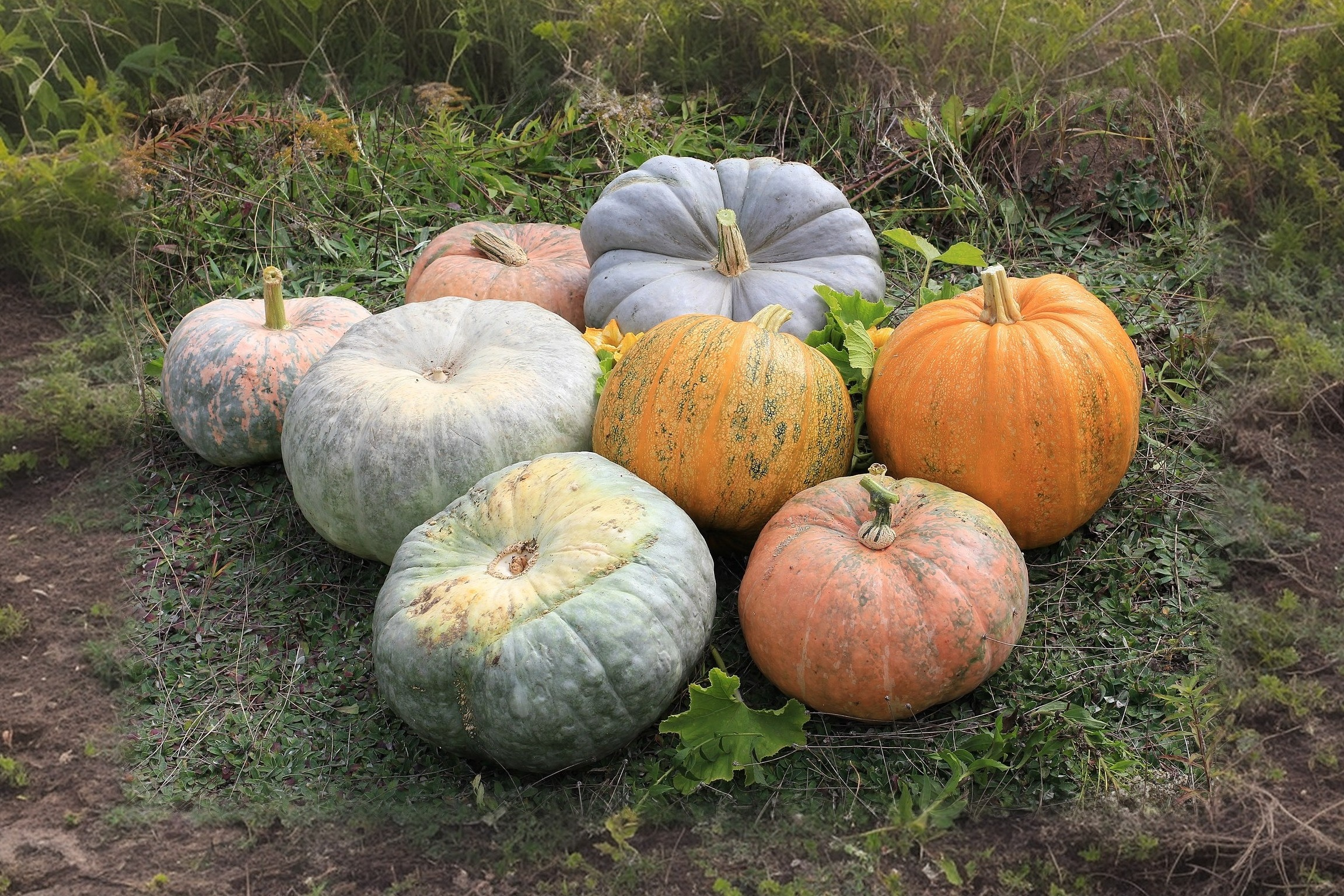
여러 가지 호박

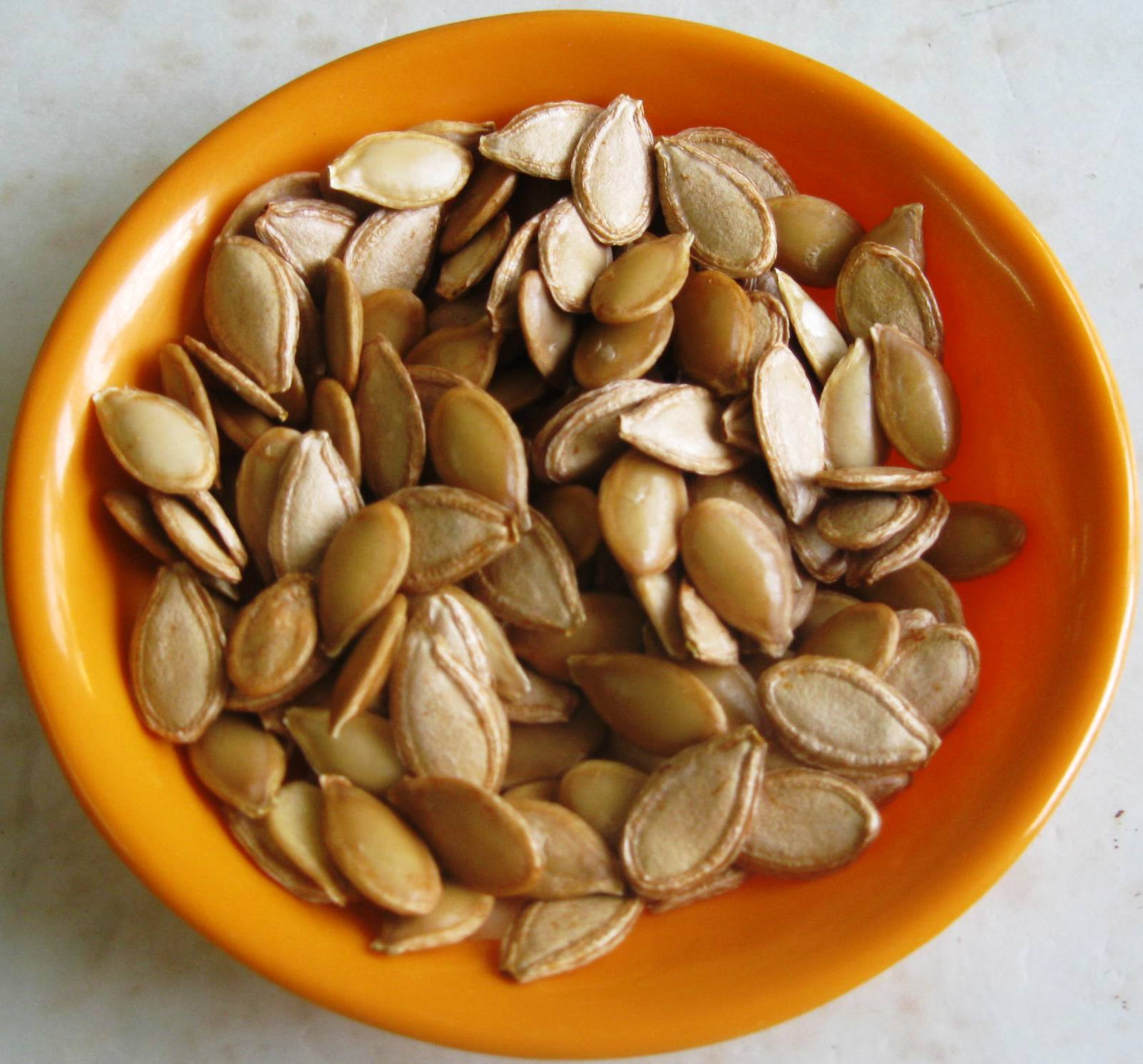
호박씨(숙성)

호박은 박과 호박속에 속하는 한해살이 덩굴채소 및 그 열매를 이르는 말이다.

## 역사
| 국가                                  | 100만톤 |
| ------------------------------------- | ------- |
| 중국                                  | 8.1     |
| 인도                                  | 5.6     |
| 우크라이나                            | 1.3     |
| 러시아                                | 1.2     |
| 전 세계                               | 27.6    |
| Source: FAOSTAT of the United Nations |         |

호박은 북아메리카, 중앙아메리카, 또는 남아메리카 북부가 원산인 채소이다.
한국에는 호박(C. moschata) 품종이 임진왜란(1592~1598) 이후에 중국을 거쳐 들어왔다고 알려져 있다. 한국에서 호박이 처음으로 기록된 것은 1618년 책인 《한정록》의 〈치농편〉으로, 호박을 심고 재배하는 방법을 소개한다. 《성종실록》에는 이보다 앞선 1479년에 제주도 사람인 김비의, 강무, 이정이 류쿠국의 "소내시마"에서 호박을 봤다는 기록이 나온다.
서양호박(C. maxima) 품종인 단호박은 일제강점기인 1920년대에 들어왔으나 "왜호박"이라 부르며 꺼렸으며, 페포호박(C. pepo)인 주키니호박은 1955년에 도입되었다.

## 종류와 특징
호박(C. moschata), 서양호박(C. maxima), 페포호박(C. pepo) 등이 있으며, 수확 시기에 따라 여름 호박과 겨울 호박으로 나누기도 한다. 한국의 맷돌호박과 애호박, 조선호박 등은 호박(C. moschata)의 재배품종이다. 잭오랜턴을 만들 때 쓰는 호박이나 애호박과 비슷하게 생긴 주키니호박은 페포호박(C. pepo)의 재배품종이고, 단호박은 서양호박(C. maxima)의 재배품종이다. 미국에서는 호박을 "펌킨(pumpkin)"과 "스쿼시(squash)"로 나누기도 하는데, 생장기간이 길고 덩굴이 길게 뻗으며 큰 열매가 맺히는 품종을 "펌킨"으로, 빨리 자라고 작은 열매를 맺으며 덩굴이 뻗지 않는 품종을 스쿼시로 부른다.

## 쓰임새
호박 열매는 비타민A와 칼륨이 풍부하며, 여러 방법으로 요리해 먹을 수 있다. 한국에서는 호박죽을 끓이거나 떡 등에 첨가하여 먹고, 산후조리로 붓기를 빼기위해서 먹기도 한다. 서양에서는 파이를 만들어 먹는다. 호박 씨는 널리 애용되는 간식이고 단백질과 철분의 공급원이기도 하다.
항암 효과에 좋은 알파카로틴(alpha-carotene)이 다량 함유돼 있고 단백질과 식이 섬유소가 많이 들어있어 당뇨와 다이어트에 좋고 고혈압의 원인이 되는 나트륨을 체외로 배출시켜주며, 섬유질이 풍부해 변비 예방은 물론 대장암 예방에 효과적이다.
핼러윈에는 등을 만드는 재료로 이용되기도 한다.

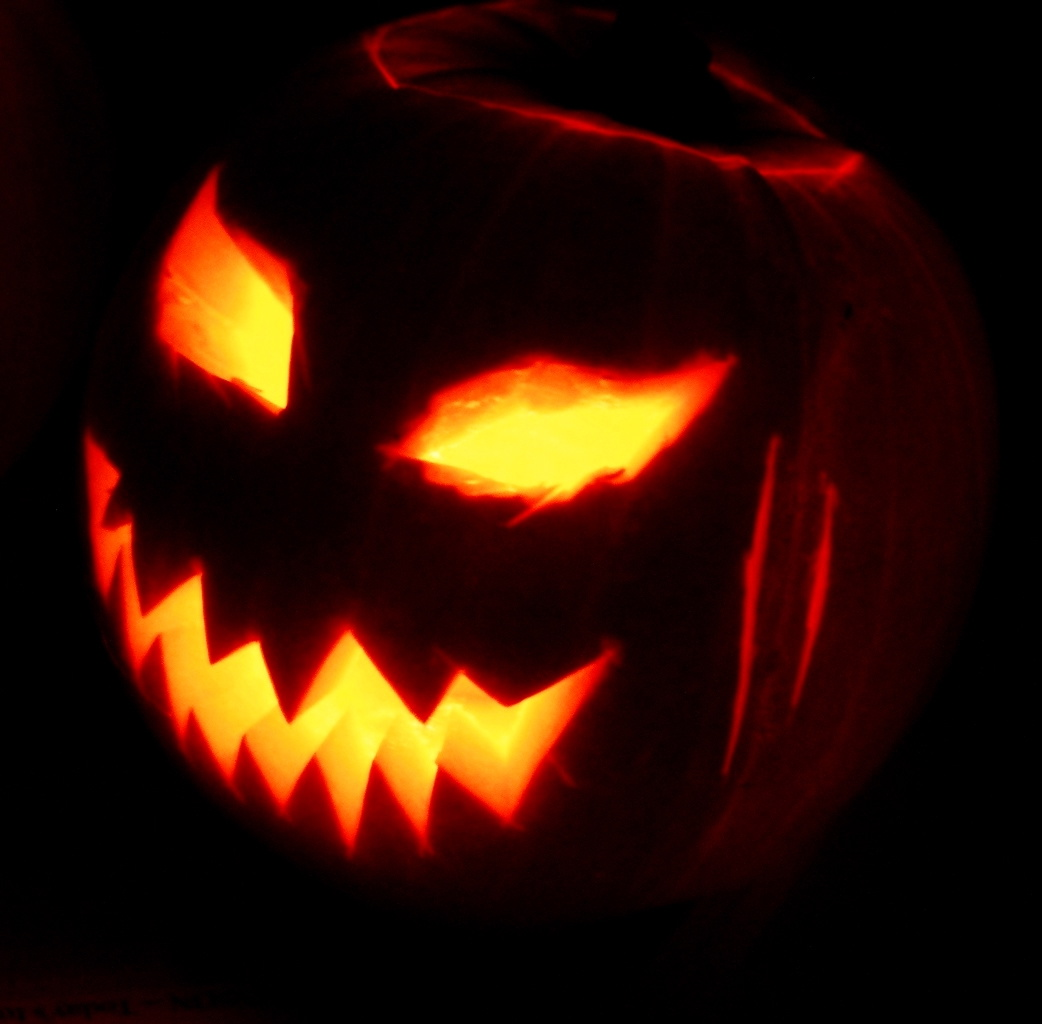
핼러윈에 쓰는 호박 등, 잭 오 랜턴

## 같이 보기
- 호박속
- 여름 호박
- 겨울 호박
- 신대륙 작물
- 잭오랜턴

## 참고 문헌
- 이 문서에는 다음커뮤니케이션(현 카카오)에서 GFDL 또는 CC-SA 라이선스로 배포한 글로벌 세계대백과사전의 내용을 기초로 작성된 글이 포함되어 있습니다.